# Callan (Fernsehserie)
Callan ist eine britische Krimiserie mit Edward Woodward in der Titelrolle, die zwischen 1967 und 1972 produziert und in Großbritannien von ITV ausgestrahlt wurde.

## Handlung
David Callan ist ein ehemaliger Mitarbeiter der Section, einer Abteilung des britischen Auslands-Geheimdienstes SIS. Nachdem er bei seinen Vorgesetzten in Ungnade gefallen ist, wird er als Buchhalter beschäftigt. Bis zu seiner „Versetzung“ war er einer der besten Agenten ihrer Majestät, der üblicherweise mit ebenso strenggeheimen wie schmutzigen Aufgaben beauftragt wurde. In der Pilotfolge A Magnum for Schneider wird Callan von seinem ehemaligen Vorgesetzten, Colonel Hunter, damit beauftragt, einen Geschäftsmann namens Schneider zu eliminieren. Im Erfolgsfalle winkt Hunter mit einer eventuellen Rückkehr in den aktiven Dienst. Zunächst wehrt er sich gegen diesen Auftrag; dann aber findet er heraus, dass Schneider ein skrupelloser ehemaliger Nazi und Waffenhändler ist. Hunter spielt jedoch ein doppeltes Spiel: Er beauftragt seinen Agenten Toby Meres damit, dafür zu sorgen, dass Callan nach erfolgreichem Einsatz von der Polizei auf frischer Tat als Mörder verhaftet wird. Callan gelingt es, Bekanntschaft mit Schneider zu machen und wird in dessen Haus eingeladen. Meres dringt nun in das Haus ein und Hunter verständigt die Polizei. Callan gelingt es in der nachfolgenden Konfrontation, Schneider zu töten und Meres außer Gefecht zu setzen. Danach ruft er Hunter an und kündigt seinen Job beim Geheimdienst. Von diesem Zeitpunkt an ist Callan auf der Flucht.
Im Anschluss an die erfolgreich gesendete Pilotfolge gab ABC Weekend Television eine erste Staffel mit sechs Episoden in Auftrag. In dieser kehrt Callan als inoffizieller Mitarbeiter zur Section zurück. Callan, der historische Militärfiguren sammelt und mit diesen Schlachten nachspielt, hat nur einen Verbündeten, den Kleinkriminellen „Lonely“, der als sein Kontakt zur Unterwelt fungiert und ein hochbegabter Safeknacker ist. Dessen Spitzname „Lonely“ beruht darauf, dass dieser unter Stress sehr stark schwitzt und daher einen penetranten Körpergeruch hat. Die zweite Staffel lief bei Thames Television, sie wurde wie die erste Staffel in Schwarz-Weiß produziert und endete mit einem Cliffhanger. Die letzten beiden Staffeln wurden in Farbe produziert. In der vierten Staffel wird Callan zeitweise zum Chef der Section befördert. Die Serie endet mit dem freiwilligen Ausscheiden Callans aus dem Geheimdienst.

## Hintergrund
Die Pilotepisode wurde 1974 verfilmt. Die Rolle des Callan wurde erneut von Edward Woodward übernommen, Schneider wurde vom Österreicher Carl Möhner verkörpert. Neben Woodward traten mit Russell Hunter als Lonely und Clifford Rose als Dr. Snell nur zwei Darsteller der ursprünglichen Serie in der Verfilmung auf.
1981 wurde eine weitere Folge als Fernsehfilm produziert. In dieser wird der zwischenzeitlich als Inhaber eines Devotionalienladens tätige Callan vom neuen Leiter der Section mit einem Geheimauftrag betreut. Keine Unterstützung findet er hierbei bei seinem alten Freund "Lonely", der mittlerweile nicht mehr allein, sondern verlobt ist.
In den 1980er Jahren trat Woodward in der US-amerikanischen Serie Der Equalizer auf. In dieser thematisch ähnlich angelegten Serie spielte er einen ehemaligen Mitarbeiter des Geheimdienstes, der Menschen in Not zur Seite springt und von seinen ehemaligen Vorgesetzten jedoch wiederholt mit Geheimaufträgen beauftragt wird.
2001 spielte Woodward den Vorgesetzten von Nikita in der gleichnamigen Serie. Ähnlich wie seinerzeit Callan arbeitet sie widerwillig für den Geheimdienst und ihr wird in der Pilotfolge ein Mord untergeschoben. Später stellt sich heraus, dass der von Woodward gespielte Mr. Jones Nikitas Vater ist.

## Auszeichnungen
BAFTA-TV-Award-Verleihung
- 1970: BAFTA TV Award in der Kategorie Best Actor an Edward Woodward
- 1970: Nominierung in der Kategorie Best Drama Series für Reginald Collin
- 1970: Nominierung in der Kategorie Best Script für James Mitchell
- 1971: Nominierung in der Kategorie Best Drama Production für Reginald Collin